# يوسف الأرميوني
يوسف الأرميوني (٩٥٨ هـ / ١٥٥١ م) عالم، من تلاميذ السيوطي. وأرميون قرية بغربية مصر.
هو جمال الدين يوسف بن عبد الله بن سعيد الحسيني الأرميوني المصري الشافعيّ.

## آثاره
له كتب منها:
- أربعون حديثا تتعلق بسورة الإخلاص.
- أربعون حديثا تتعلق بآية الكرسي.
- المعتمد في التفسير: قل هو الله أحد. نشر بتحقيق محمد خير رمضان يوسف.[3]
- رسالة في تجويد القرآن.
- تحفة الأساطين في أخبار بعض الخلفاء والسلاطين.
- تفسير الغريب في الجامع الصغير.[4]